# Acta de Producción para la Defensa de 1950
El Acta de Producción para la Defensa de 1950 (Pub.L., APD) es una Ley Federal de los Estados Unidos promulgada el 8 de septiembre de 1950 en respuesta al inicio de la guerra de Corea. Fue parte de un amplio esfuerzo de defensa civil y movilización para la guerra en el contexto de la Guerra Fría. Las regulaciones implementadas, Prioridades de Defensa y el Sistema de Asignación (DPAS, por sus siglas en inglés), están localizadas en el título 15 del Código de Regulaciones Federales (CFR) §§700 a 700.93. Desde 1950, el Acta ha sido reautorizada aproximadamente 50 veces. Ha sido actualizada periódicamente y se mantiene en vigor.

## Provisiones
El Acta contiene tres secciones importantes. La primera autoriza al presidente a exigir que las empresas acepten y priorizen contratos para materiales considerados necesarios para la defensa nacional, sin importar incurrir en pérdidas para las empresas. La ley también permite al presidente la prohibición de acaparamiento o especulación de precios de materiales. La ley no declara qué ocurriría si una empresa se rehúsa o es incapaz de completar una petición a tiempo. Sin embargo, cualquier persona que realice cualquier acto prohibido o falle intensionalmente en el desarrollo de cualquier acto requerido por el Acta de Producción para la Defensa puede comete un delito y puede hacerse acreedor a una multa de hasta $10,000 dólares, encarcelamiento de hasta un año o ambos. La segunda sección autoriza al presidente para establecer mecanismos (como regulaciones, órdenes o agencias) para destinar materiales, servicios e instalaciones que promuevan la defensa nacional. La tercera sección autoriza al presidente el control de la economía civil de modo que materiales escasos y críticos necesarios para los esfuerzos de defensa nacional estén disponibles.
El Acta también autoriza al Presidente para requisar propiedades, forzar a la industria a expandir su producción y suministro de recursos básicos, resolver disputas de trabajo, controlar crédito al consumidor y a los inmuebles, establecer prioridades contractuales, y destinar materias primas hacia la defensa nacional.
La designación presidencial de productos bajo la jurisdicción del Acta de Producción para la Defensa es el Acto jurídico más utilizado por el Departamento de Defensa (DOD) desde los 70s. La mayoría de las otras funciones del Acta son administradas por la Oficina de Industrias Estratégicas y Seguridad Económica (SIES) del buró de Industria y Seguridad perteneciente al Departamento de Comercio.
Las Prioridades de Defensa y el Sistema de las Asignaciones instituye un sistema de clasificación para contratos y órdenes de compra. La prioridad más alta es DX, la cual debe ser aprobada por el Secretario de Defensa. El siguiente nivel hacia abajo es DO, y abajo aquellos contratos sin clasificación.

## Uso

### Guerra de Corea
El APD, aprobada por el Congreso de EE. UU. en septiembre de 1950, fue empleada por primera vez durante la guerra de Corea para establecer una gran mobilización burocrática y de infraestructura para la defensa. Bajo la autoridad del Acta, el presidente Harry S. Truman eventualmente estableció la Oficina de Movilización de Defensa, instituyo controles de sueldos y de precios, regulada estrictamente la producción de industrias pesadas como la del acero y la minería, priorizó y ubicó materiales industriales con bajo suministro, y ordenó la disperción de plantas de fabricación a través de la nación.

### Guerra Fría
El Acta también jugó una función vital en el establecimiento de las industrias domésticas de titanio y aluminio en los 1950s. Utilizando el Acta, el Departamento de Defensa proporcionó capital y préstamos libres de interés, además de dirigir recursos de minería y manufactura así como trabajadores especializados a estos dos industrias procesadoras. El APD también fue utilizado en los 1950s para asegurar que las industrias financiadas por el gobierno estuvieran geográficamente dispersas a través de los Estados Unidos para impedir que la base industrial fuera destruida por un solo ataque nuclear. Durante el final de los 1960s y al inicio de los 1970s, el APD cada vez fue más usada para diversificar la mezcla energética de los EE. UU. al financiar la tubería trans-Alaska, la empresa de combustibles sintéticos de EUA, e investigaciones sobre gas natural licuado.

### Innovación tecnológica
Comenzando en los 1980's, el Departamento de Defensa de los Estados Unidos empezó utilizar la contratación y provisiones de gasto del APD para proporcionar dinero semilla al desarrollo de nuevas tecnologías. El Departamento de Defensa de los Estados Unidos ha utilizado el acta para ayudar a desarrollar un número significativo de nuevos materiales y tecnologías, incluyendo cerámicas de carburo del silicio, semiconductores de fosfuro de Indio y arseniuro de galio, tubos de potencia para microondas, microelectrónica endurecida por radiación, cables superconductores, compuestos metálicos así como minería y procesado de minerales de tierras raras.

### sigloXXI
En 2011, el presidente Barack Obama invocó la ley para forzar compañías de telecomunicaciones, bajo penas criminales, para proporcionar información detallada a la agencia del Departamento de Comercio de Industria y Seguridad en el empleo de software y hardware fabricados en el extranjero incluidos en las redes de las compañías, como parte de los esfuerzos para combatir el ciberespionaje chino.
El 13 de junio de 2017, el presidente Donald Trump invocó la ley para clasificar dos conjuntos de productos como "críticos para la defensa nacional". El primero se refería a "los productos que afectaran estructuras y fibras aeroespaciales, microelectrónica endurecida por radiación, instalaciones para pruebas y calificación de radiación, y componentes y ensambles de satélite". El segundo se refería a "los productos que afectaran las capacidades de producción de vacunas adenovirus; las capacidades industriales para la producción de fibras co poliméricas de aramida de alta resistencia e inherentemente resistentes a fuego y balística; capacidades industriales para contenedores de transporte híbrido seguros; y capacidades industriales para proteger información sobre microelectrónica tridimensional de ultra-alta densidad".
En 2020, a raíz del continuo auge de casos de Covid-2019 en suelo estadounidense y la falta de equipos, el presidente Trump firmó la invocación a la ley para forzar a las compañías a producir materiales médicos con urgencia. Sin embargo, la aplicación de la misma correspondió al Secretario de Salud.